# Ligia Petit
Ligia Fernanda Petit Vargas född 22 oktober 1981 i Caracas, Venezuela venezuelansk skådespelare och fotomodell, som blev Miss Venezuela 2000.

## Filmografi (i urval)
- 2003 - La Cuaima
- 2004 - La Estrambotica Anastasia
- 2004 - Negra Consentida
- 2005 - Ser Bonita no Basta